# Massais
|  | Per a altres significats, vegeu «Massais (Deux-Sèvres)». |

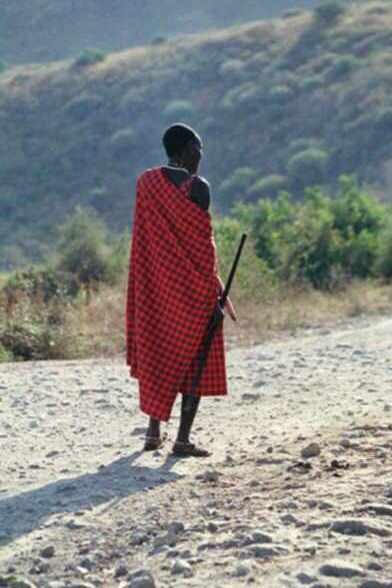
Guerrer massai

Els massais es situen en un poble d'africà nilòtic. Són aproximadament uns 900.000, dels quals, entre 353 i 450.000, habiten entre les ciutats de Narok i Namanga, al Kenya meridional, i la resta al nord de Tanzània, al voltant del llac Victòria. Les dades, però, no són prou acurades.
Abans de la colonització, eren un poble guerrer, que vivia de la depredació. Actualment, són pastors nòmades de bòvids, ovelles i cabres, al voltant dels quals gira la seva riquesa econòmica i, encara que mantenen la religió tradicional, han adoptat algunes formes del cristianisme.
Viuen en assentaments anomenats bomes, uns cercles de cabanes fetes de branques i rodejades de palissades per a encerclar el ramat. La seva vida cultural és plena de celebracions, que comencen amb el naixement. La versió massai dels grups d'edat consta d'infantesa, guerrer menor (moran), guerrer gran, adult menor i adult gran. Cada generació d'homes constitueix un grup que passa successivament per cada grau d'edat. Després de la circumcisió, els nois esdevenen homes i guerrers menors. Antigament, havien de passar una prova d'adult que consistia a caçar un lleó. Avui s'ha perdut la tradició perquè els lleons són considerats espècie protegida.
El sistema polític massai és descentralitzat; es convoquen reunions d'ancians i discussions públiques per decidir sobre els afers més generals. El que encara s'hi imposa és la importància que té per a ells el ramat. La seva religió se centra al voltant de creences místiques referents als massais, al seu ramat, i a Déu. Les vaques són sagrades, i també ho és la seva terra i tots els elements que giren al voltant del ramat. El ramat proveeix de totes les necessitats als massais: llet, sang i carn per a la dieta, i cuir i pells per a la seva roba.
Parlen el maa, una llengua que pertany a la branca oriental del subgrup nilòtic, i forma part del grup de llengües sudàniques orientals pertanyents a les llengües niloticosaharianes. Tanmateix, usen el suahili com a lingua franca, i també parlen l'anglès.

## Història
Els massai habiten a la regió dels Grans Llacs africans i van arribar a través del Sudan del Sud. La majoria de parlants de llengües nilòtiques a la zona, inclosos els massai, els Turkana i els Kalenjin, són pastors, i són famosos per la seva temible reputació com a guerrers i lladres de bestiar. Els masai i altres grups a l'Àfrica oriental han adoptat costums i pràctiques dels grups veïns de de parla cuixítica, inclòs el sistema d'organització social conjunt d'edat, circumcisió i termes de vocabulari.

### Origen, migració i assimilació

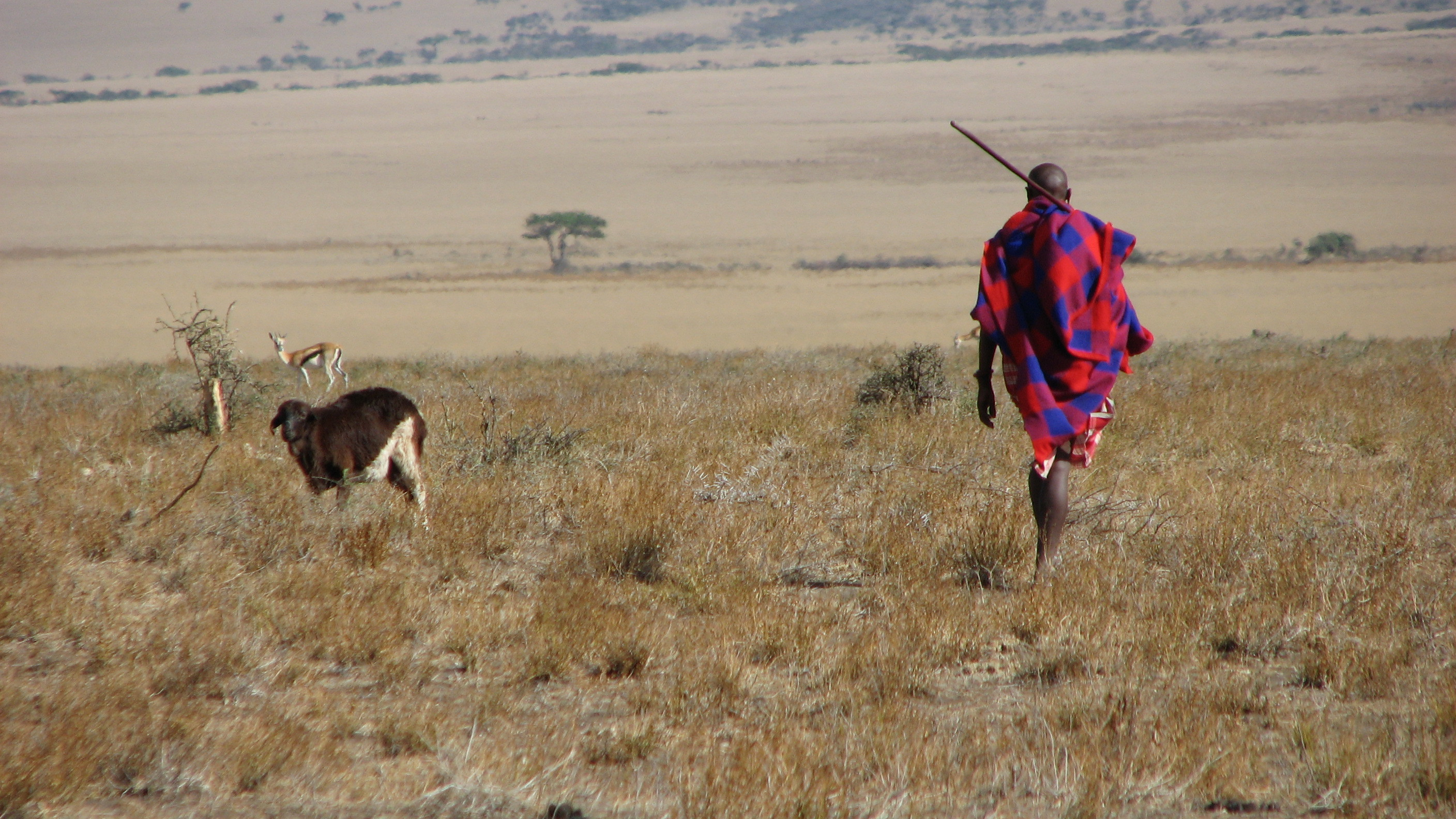
Home Massai

Molts grups ètnics que ja havien format assentaments a la regió van ser desplaçats per la força pels Maasai entrants, mentre que altres, principalment grups cushites del sud, van ser assimilats a la societat massai. Els avantpassats nilòtics dels Kalenjin també van absorbir algunes poblacions primerenques cuixítiques.

## Formes de vida
El poble massai és una tribu seminòmada, que vol dir que no viuen en un lloc en concret, sinó que se'n van amb les cases i tot a perseguir animals, cultivar terres... Està formada per més de 350.000 persones que habiten a l'Àfrica; especialment a Kenya i Tanzània. Actualment, hi ha 5 tribus diferents: els il-makesen, els il-molelian, els il-aiser, els il-taarrosero, i els il-ikumai.
S'alimenten de mantega, carn de cabres i antílops, llet de vaca i sang d'animal. La sang de bou barrejada amb llet és una medicina que es recull en carabasses i que cura els massai quan estan esgotats i molt cansats. L'aliment, l'aconsegueixen caçant (la carn), munyint vaques (la llet) o ferint els animals, curant-los i deixant-los en llibertat un altre cop.
Per a caçar, utilitzen fletxes amb la punta de fusta i esmolada o no, segons si volen que penetri molt endins o no, i cordes de cuiro. Viuen en poblats anomenats “enkang”, formats per cases que no superen el metre i mig d'altura, en forma d'iglú, i que anomenen “bombes”. Aquestes són rodones i estan construïdes d'excrements de vaca, palla i d'una estructura de branquillons. El poblat està protegit per una tanca feta de troncs i branquillons. Dins del campament, també construeixen una altra tanca per deixar el bestiar.
Es vesteixen amb teixits de cotó de tons vermells i liles. Són mantes primes que se les emboliquen al cos de tal manera que semblen vestits. Sempre en porten dues o tres.

## Estructura social

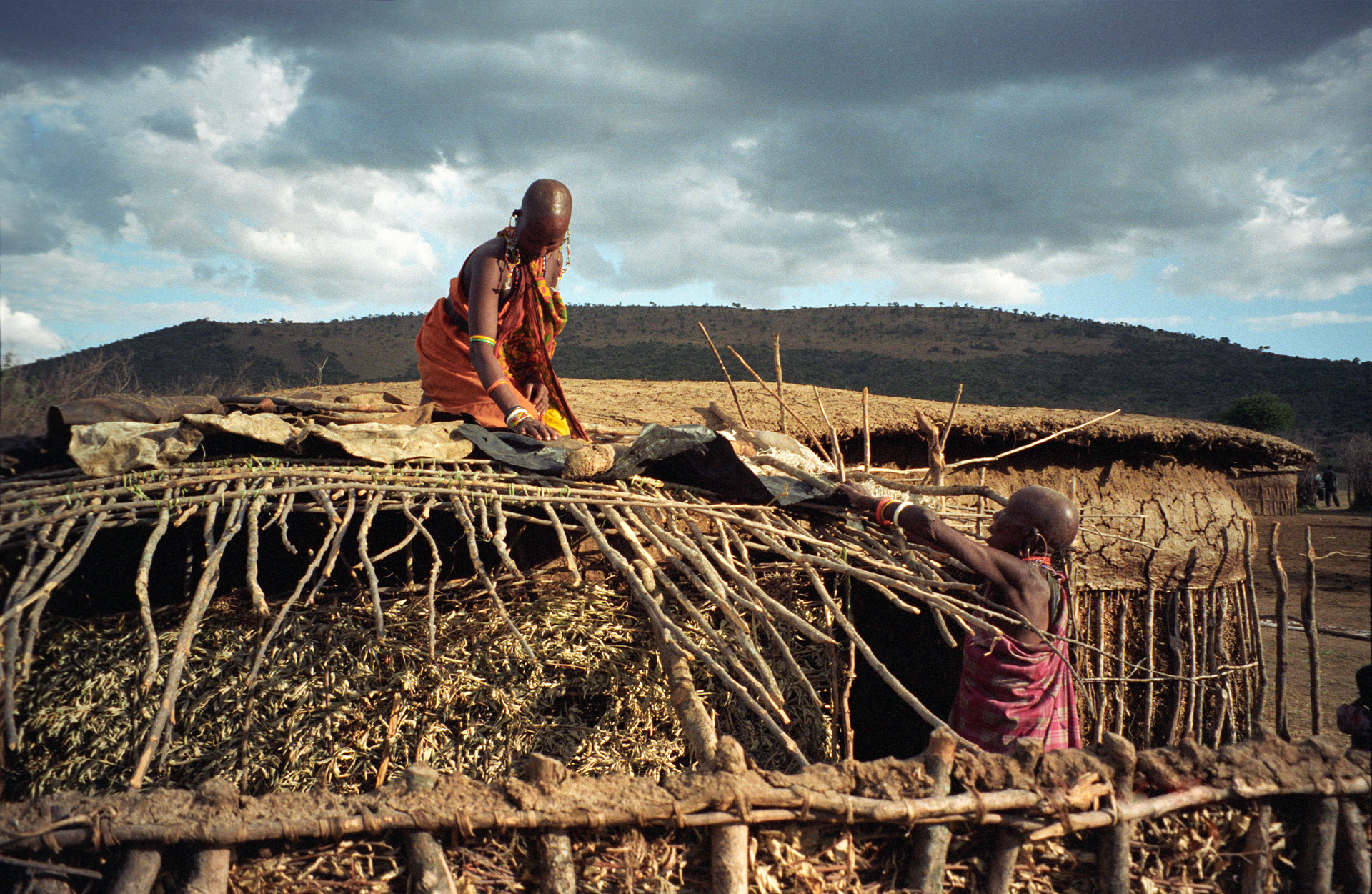
Dones massais reparant una casa a finals del segle XX

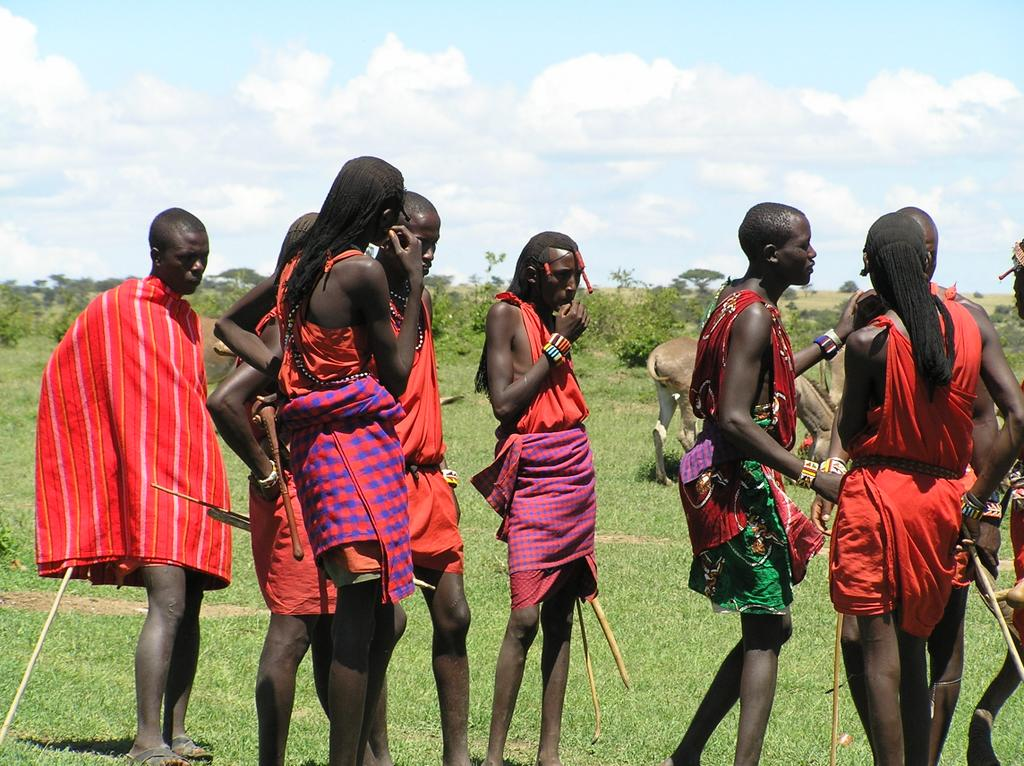
Guerrers massais

La societat dins de la tribu es divideix en tres grups segons les edats: nens i nenes, joves i adolescents, adults. Els adults també es divideixen segons si són homes, dones i si tenen fills o no.
Els homes són els posseïdors de les dones, i en poden tenir tantes com vulguin. Això depèn de la seva riquesa. El preu d'una dona acostuma a ser tres vaques, dues ovelles i un bou. Un home ric pot posseir fins a vint dones, però la majoria en tenen cinc. Una dona pot tenir relacions sexuals amb qualsevol home de la tribu sempre que ella vulgui. En el cas que un home obligui una dona a tenir relacions sexuals sense que ella ho vulgui, aquesta pot matar l'agressor. Si aquest escapés, el seu bestiar pagaria per ell sacrificant-lo com a aliment.
Els massais es casen fora de la tribu a què pertanyen per evitar els problemes de consanguinitat. Si un home no pot tenir fills, altres homes de la tribu ho faran per a ell, però sense poder reclamar els fills com a legítims. Quan una dona queda embarassada, les relacions sexuals se suspenen fins que el nen camina. El part es fa a la cabana de la dona, en la qual el marit no podrà entrar fins que no hagin passat deu dies després del part. El pare de la criatura tampoc no podrà menjar a casa fins que el nen no comenci a caminar. Si hi ha algun savi a la tribu, beneirà el nen escopint-li al cap o al pit.
La feina dels nens és de vigilar el bestiar, mentre que les dones munyen els animals. També escombren i netegen les cases i el campament, i quan el sol esquerda el sostre de les cases li donen un revestiment nou. El temps que els sobra, l'utilitzen per fer collarets i adorns amb perles de colors.
Hi ha una persona anomenada “Labion” o profeta, que és l'intermediari entre el ngai i el poble massai. El seu càrrec és hereditari i limitat a una petita casta. Actua com a jutge i també prediu el futur. Presideix les cerimònies, assegura la fertilitat, autoritza les guerres i porta la pluja. Una altra feina important que tenen és aconsellar els moran.
Els massais es descriuen com una tribu guerrera. Dins de la tribu, hi ha els “moran”, que es dediquen exclusivament a lluitar i a robar (bàsicament bestiar). Són una comunitat pròpia que ho comparteix tot. Les seves mares els fan companyia i els cuinen el menjar durant el dia, mentre que, de nit, són substituïdes per les seves amants. Només passats entre 14 i 20 anys d'aquesta vida, els és permès casar-se, excepte si algun savi els dona un permís especial a causa del seu valor. Als moran, els està prohibit, per tradició, beure alcohol o olorar tabac pel nas. L'únic estimulant que els està permès és l'escorça de l'arbre de la mimosa, que masteguen abans d'entrar en batalla.

## Creences i costums

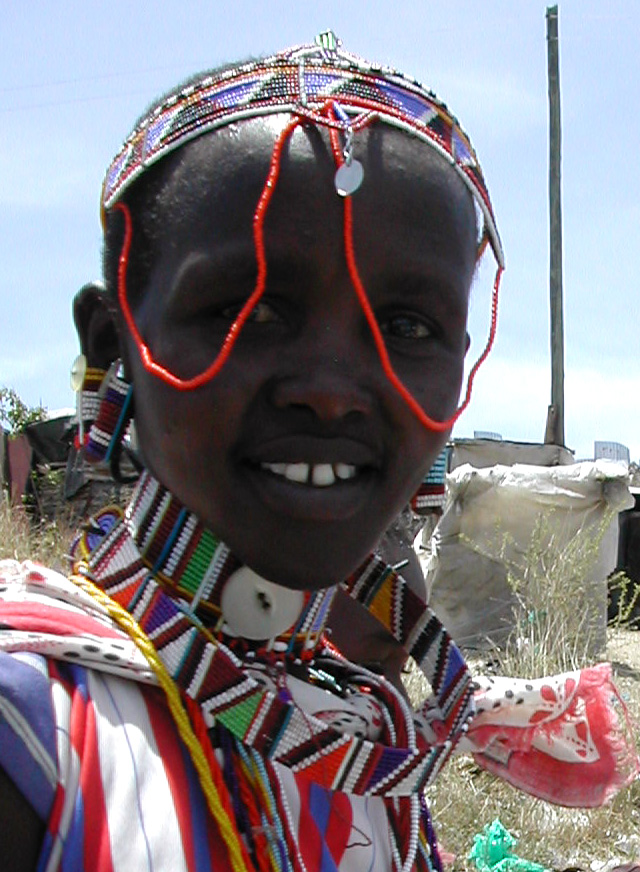
Dona massai amb tocat i vestit tradicional

La religió dels massais és monoteista i molt austera. El nom del seu Déu és Ngai. El principal motiu perquè creuen en aquest Déu és perquè els porta pluges. L'herba és un element sagrat. Per això, quan un nen està a punt de ser agredit per un adult, es pot lliurar de la pallissa si aconsegueix arrencar un grapat d'herba. En l'ablació de les dones, se'ls hi tira una mica d'herba al cap. Segons les seves creences, molt poques persones són mereixedores de la vida eterna, i els cadàvers, generalment, es deixen perquè se'ls mengin els carronyers. Tot i això, de vegades els cadàvers de grans persones són enterrats en una tomba a poca profunditat, amb el cap inclinat cap a la casa, dipositant-hi al seu costat herba, un bastó i unes sandàlies noves. Els “Labion” reben una tomba sota una pila de pedres. Els creients, quan passen pel costat, hi tiren una altra pedreta.
Mai no es parla dels morts, i quan es vol fer referència a ells, s'utilitza un sinònim o sobrenom. Com que es creu que una casa queda contaminada si a dins hi mor una persona, els malalts que s'han fet fora de casa són expulsats de la tribu i queden al mig del camp perquè siguin devorats per les hienes, encara que estiguin plenament conscients. Els joves moran pateixen una cerimònia d'iniciació; es coneix pel nom de grups de la circumcisió dreta i circumcisió esquerra. El candidat va amb el cap afaitat i ben net. El ritual inclou el sacrifici d'un bou. L'endemà, el jove talla un arbre que després les noies planten al costat de la seva casa. Al tercer dia, es lleva d'hora i és circumcidat quan surt el sol. Després d'uns dies de convalescència dins la seva cabana, surt a fora portant un davantal i unes arracades de dona, i es diverteix llançant fletxes sense punta a les natges de les noies i caçant ocells per posar-se'ls al cap, mentre li torna a créixer el cabell. Els iniciats es reuneixen per constituir la “manyatta” i els nous guerrers comencen a lluitar i a robar bestiar a les tribus veïnes. Un costum que tenen les dones massais és guarnir-se amb collarets, polseres i arracades de perles de colors, fets per elles mateixes. També, tots els massais, homes i dones, s'engrandeixen el forat de les arracades de tal manera que s'hi poden introduir tot tipus d'objectes, com taps de suro, ullals d'animals, etc. Els homes, per la seva banda, tenen el costum d'anar sempre amb un pal que els serveix per a espantar els animals si els molesten, o per a repenjar-s'hi.

## Formes de comunicació col·lectiva

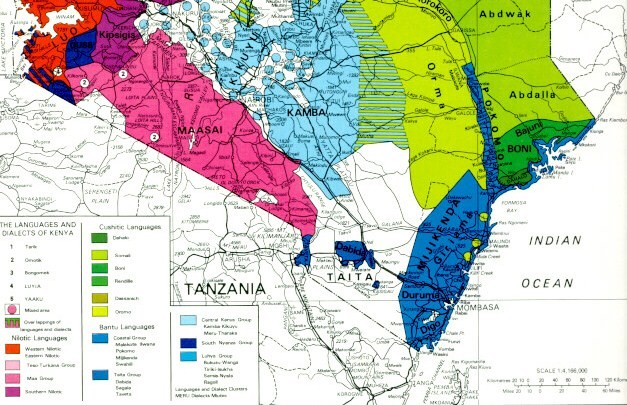
Extensió de la llengua maa

Els massais parlen el maa, però també com a llengua de comunicació exterior el suahili, una llengua pròpia de Kenya, Tanzània i alguns dels estats dels voltants. Tots els caps de les tribus saben parlar anglès. Amb la seva escriptura, passa el mateix que amb la seva llengua; ja està desenvolupada, però ells no la utilitzen perquè no en saben.
Les danses són molt freqüents. Ballen formant cercles. Dos o tres homes entren al cercle i salten seguint el ritme. Amb el cos rígid i recte, les mans enganxades als costats, els genolls junts, i un grapat d'herba fresca premuda a sota les aixelles. Els colls de les dones oscil·len cap endavant i cap endarrere seguint el ritme dels tambors. Algunes en porten fins a una dotzena de collarets.
Dos instruments que tenen els massais i que són molt importants en algunes de les danses que fan, són els tambors i una espècie de pianos. Els tambors estan fets de fusta, la base, i de pell d'animal la plataforma on piquen. En canvi, els pianos estan formats, els grans, per una mitja closca de tortuga, buida per dins, amb una plataforma de fusta i uns trossos de ferro posats de tal manera que quan se'ls prem, sona una nota musical. La diferència que en tenen els petits, és que aquests no tenen la closca de tortuga.
En els rituals i cerimònies, els massais vesteixen amb els millors teixits que tenen. Les dones es guarneixen amb molts collarets, polseres i arracades.

## Successos recents
El govern de Tanzània ha emès una ordre als massais expulsant-los de les seves terres ancestrals situades vora el Parc Nacional del Serengeti, perquè hi volen fer una reserva de caça per a la família de l'emir de Dubai. Això és contrari al que havia decidit fa un any, quan havia optat per deixar-los el seu propi territori. El 18 de novembre del 2014, els seus representants es reuniren amb el primer ministre Mizengo Pinda per a manifestar-li que hi estaven totalment en contra, perquè aquesta zona és fonamental per a la seva supervivència, ja que la necessiten per a la pastura dels seus ramats, que són la base de la seva economia. El 2016, el govern tanzanès els havia ofert una compensació d'uns 370.000 euros, que havien refusat, ja que consideraven que no podien vendre les seves terres per la seva importància econòmica i sentimental. Samwel Nangiria, coordinador del grup massai del poble de Ngonett, va afirmar: "Un bilió (de xílins) és molt poc i no es pot comparar amb el que és aquesta terra. Les seves mares i àvies hi són enterrades. No hi ha res que es pugui comparar amb això.